# The Riders Union
The Riders Union (engl., dt. etwa Die Radrennfahrer-Gewerkschaft) ist eine internationale Vereinigung von professionellen Radrennfahrern.
Die Gründung der Riders Union im November 2020 steht im Kontext einer vermehrten Kritik an der vom Weltradsportverband Union Cycliste Internationale (UCI) anerkannten Fahrervertretung Cyclistes Professionnels Associés (CPA). Diese Kritik bezog sich insbesondere auf die nach nationalen Teilverbänden gegliederten Blockwahlen der CPA-Funktionäre. Der CPA  wurde auch vorgeworfen, eine Marionette der UCI zu sein. Dem Gründungsmanifest zufolge will sich The Riders Union um die finanzielle Nachhaltigkeit des Sports, die Sicherheit der Rennen, die soziale Sicherheit sowie für größere Transparenz der UCI-Politik einsetzen. Dabei sollen die Fahrer direkt repräsentiert werden und abstimmen.
Im September 2020 bezeichnete der amtierende UCI-Präsident David Lappartient Gerüchte über die anstehende Gründung einer Konkurrenzorganisation zur CPA als Fake News, die das Ziel hätten, die UCI zu destabilisieren.
Dem Gründungsvorstand gehören u. a. Luuc Eisenga, ehemaliger Vorsitzende der Teambetreiberorganisation AIGCP, der ehemalige Radprofi Stef Clement als vorläufiger CEO und Andrew McQuaid, Fahreragent und Sohn des ehemaligen UCI-Präsidenten Pat McQuaid, an.
Es sollen auch Radrennfahrerinnen in die Riders Union aufgenommen werden. Das Verhältnis zu The Cyclists’ Alliance (TCA), einem Verband weiblicher Radprofis, ist unklar. Die TCA begrüßte die Gründung von The Riders Union, erklärte jedoch, dass sie sich weiter für die Belange der Fahrerinnen einsetzen werde, da die weiblichen und männlichen Sportler „andere Schlachten zu schlagen“ hätten.